# Astragalus nelsonianus
Astragalus nelsonianus är en ärtväxtart som beskrevs av Rupert Charles Barneby. Astragalus nelsonianus ingår i släktet vedlar, och familjen ärtväxter. Inga underarter finns listade i Catalogue of Life.